# Taksydermia

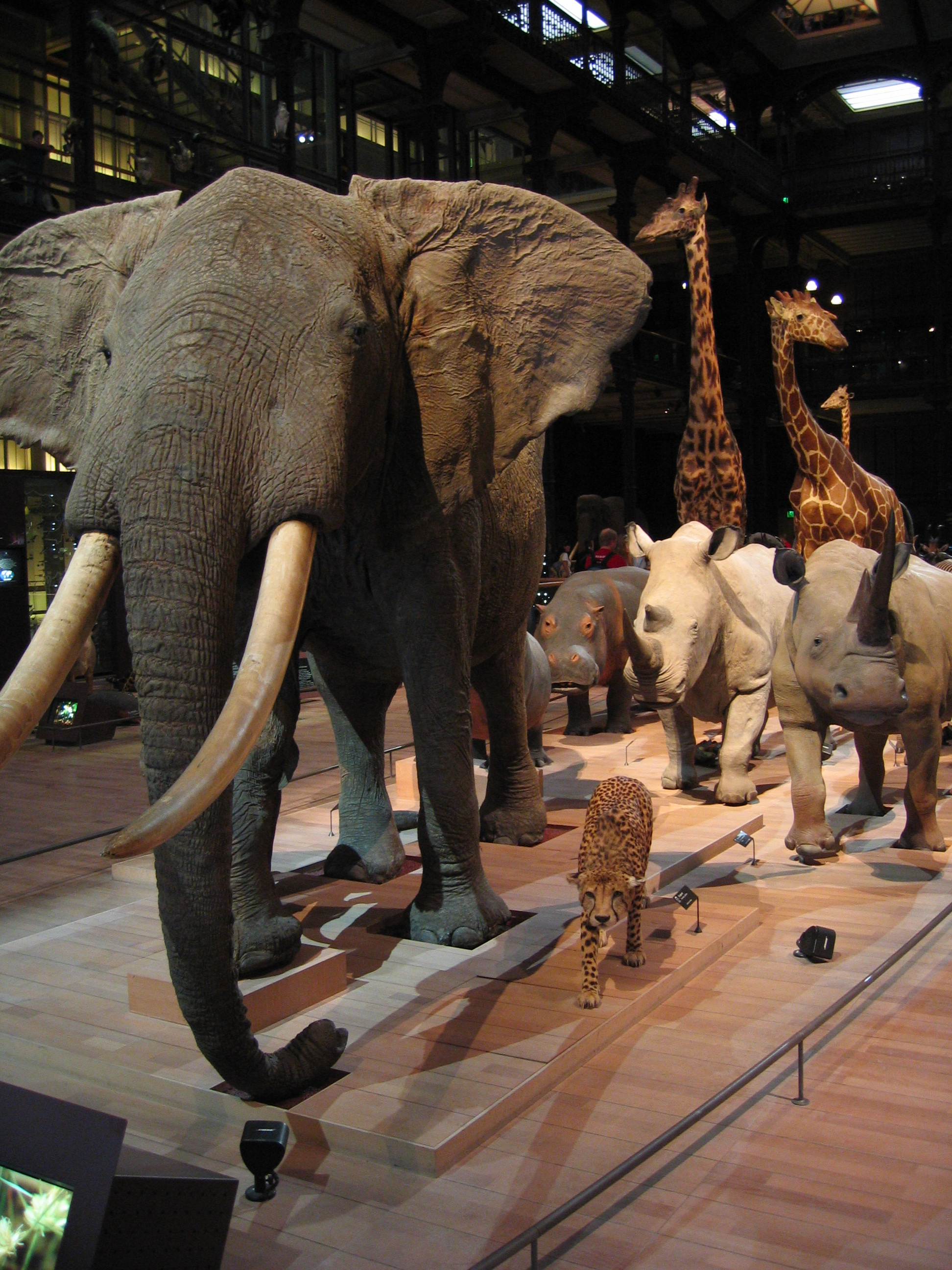
Wypchane ssaki w Muzeum Historii Naturalnej w Paryżu

Taksydermia (z gr.: taxis przygotowywanie, układanie + derma skóra lub z łac.: taxi ruch + derm skóra) – sztuka montażu skóry i części kostnych zwierząt w sposób trwały i możliwie bliski ich naturalnej budowie. Wykorzystywana jest do celów edukacyjnych, wystawowych, w tym do ekspozycji np. trofeów myśliwskich.
Do preparowania eksponatów taksydermicznych niezbędna jest znajomość anatomii, autopsji, rzeźbienia, malarstwa oraz garbowania.